# Pieter Jan Baptist De Herdt
Pieter Jan Baptist De Herdt (Viersel, 25 mei 1810 - Mechelen, 16 april 1883), was een titulair kanunnik van de Sint-Romboutskathedraal te Mechelen en auteur.

## Levensloop
Pieter Jan Baptist De Herdt was de zoon van Michael Corneel De Herdt en Maria Catharina Moermans. Tot 1863 was hij aalmoezenier en onderpastoor in Diest. Vervolgens werd hij door kardinaal Engelbertus Sterckx benoemd tot titular kanunnik van het Sint-Romboutskapittel.
Na zijn overlijden op 16 april 1883 werden er twee begrafenisplechtigheden gehouden, een eerste in de Sint-Romboutskathedraal en een tweede in Hofstade, waar Pieter Jan Baptist De Herdt werd begraven.

## Boeken
Pieter Jan Baptist De Herdt schreef Latijnse, Nederlandstalige en Franse boeken, waaronder "Praxis liturgica ritualis romani" en "Ceremonieboek ten gebruike der kosters, zangers, orgelisten en andere kerkbedienden, gevolgd van de wijze om eene lezende, eene plechtige en eene zingende mis te dienen".